# Ferrovia Neuchâtel-Pontarlier
La ferrovia Neuchâtel-Pontarlier  è una linea ferroviaria a scartamento normale della Svizzera.

## Storia
La linea nacque con l'obiettivo di collegare la Francia centrale con la Svizzera centrale attraverso il massiccio del Giura. Ottenuta la concessione da parte del Gran Consiglio del canton Neuchâtel il 16 dicembre 1853, poco dopo si costituì la Compagnie du chemin de fer Franco-Suisse (FS), partecipata dalla Compagnie des chemins de fer de Paris à Lyon et à la Méditerranée (PLM). La PLM era interessata alla linea in quanto concessionaria dal 1857 di una linea "da un punto da determinarsi della linea di Dole a Salins alla frontiera svizzera, la detta ferrovia passante per o nei pressi di Pontarlier e arrivando a o nei pressi di Verrières, con diramazione per Jougne".
I lavori iniziarono nel 1855, e la linea fu inaugurata il 24 luglio 1860. Il 15 novembre 1862 fu aperto al servizio la ferrovia Frasne-Verrières-de-Joux, che collegò la linea con la rete ferroviaria francese.

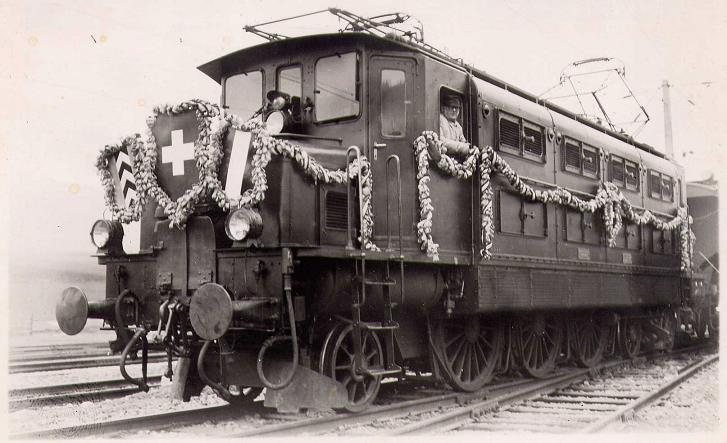
La locomotiva Ae 3/6 10697 che trainò il convoglio inaugurale dell'elettrificazione nel 1942

Nel 1864 la FS, che fino ad allora aveva gestito in maniera autonoma le sue linee, si consorziò con altre società ferroviarie della Svizzera occidentale nell'Association des chemins de fer de la Suisse Occidentale, prodromo dell'assorbimento della stessa da parte della Chemins de fer de la Suisse Occidentale (SO) il 1º gennaio 1872. La linea seguì le vicissitudini della società concessionaria, fusasi nella Suisse-Occidentale-Simplon (SOS) nel 1881, a sua volta confluita nella Compagnia del Giura-Sempione (JS) nel 1890 e nazionalizzata (con la creazione delle Ferrovie Federali Svizzere) nel 1903.
La linea fu elettrificata sabato 21 novembre 1942 nella tratta tra Auvernier e Les Verrières (la trazione elettrica era stata attivata sulla tratta Neuchâtel-Auvernier della ferrovia Losanna-Olten il 23 dicembre 1927); la sezione tra Les Verrières e Pontarlier venne elettrificata il 3 giugno 1956.
Su richiesta delle FFS, che ritenevano il servizio locale deficitario, con il cambio d'orario del 23 maggio 1993 furono soppressi i treni regionali tra Travers e Pontarlier, sostituiti da autobus non senza proteste da parte delle popolazioni interessate. Continuarono a percorrere la linea i treni internazionali verso la Francia; un servizio regionale (due coppie di treni) tra Neuchâtel, Travers e Les Verrières fu reintrodotto il 25 maggio 1998.

## Caratteristiche
La linea, a scartamento normale, è lunga 52,32 km. La linea è elettrificata a corrente alternata monofase con la tensione di 15.000 V alla frequenza di 16,7 Hz; la pendenza massima è del 25 per mille. È a doppio binario tra Neuchâtel e Auvernier.

### Percorso
| Continuation backward |

| Station on track |

| 453,56 |
| 52,35  |

| Unknown route-map component "eSPLa" |

|  | Unknown route-map component "evWBRÜCKE1" |

| Unknown route-map component "exCONTgq" | Unknown route-map component "evSTRr-SHI1r" |  |

|  | Unknown route-map component "eHST" |

| Unknown route-map component "GRZq" | Unknown route-map component "GRZq" + Restricted border on track | Unknown route-map component "GRZq" |

| 464,84 |
| 41,04  |

| Unknown route-map component "exBHF" |

| Unknown route-map component "eHST" |

| Enter and exit short tunnel |

| Enter and exit short tunnel |

| Enter and exit tunnel |

| Unknown route-map component "eBHF" |

|  | Unknown route-map component "hKRZWae" |

| Unknown route-map component "eBHF" |

| Unknown route-map component "CONTgq" | Unknown route-map component "ABZg+r" |  |

| Station on track |

| Station on track |

| Enter and exit tunnel |

| Enter and exit short tunnel |

| Enter and exit tunnel |

| Enter and exit short tunnel |

| Station on track |

| Enter and exit short tunnel |

| Enter and exit short tunnel |

| Enter and exit short tunnel |

| Enter and exit short tunnel |

| Stop on track |

| Unknown route-map component "CONTgq" | Unknown route-map component "ABZg+r" |  |

|  | Station on track |

| 4,99  |
| 70,34 |

|  | Small bridge over water |

| Station on track |

| Enter and exit short tunnel |

|  | Unknown route-map component "STR+c2" | Unknown route-map component "CONT3" |

|  | Unknown route-map component "ABZg+1" | Unknown route-map component "STRc4" |

|  | Station on track |

| Unknown route-map component "CONTgq" | Unknown route-map component "ABZgr" |  |

|  | Continuation forward |

La ferrovia parte dalla stazione di Neuchâtel, e condivide i primi 5 km (fino ad Auvernier), con la ferrovia Losanna-Olten. La linea tocca quindi Bôle, oltre la quale si entra nella valle del fiume Areuse. Vengono quindi toccati Brot-Dessous e Noiraigue prima di arrivare a Travers, da cui si dirama la ferrovia per Buttes. La linea transita per Couvet, Boveresse e Les Bayards prima di arrivare a Les Verrières, oltre la quale viene valicata la frontiera franco-svizzera. In territorio francese si tocca Verrières-de-Joux, prima di superare con un ponte il fiume Doubs ed arrivare a Pontarlier.